# Éguzon-Chantôme
Éguzon-Chantôme est une commune française située dans le sud du département de l'Indre, en région Centre-Val de Loire.
Cette commune est née en 1974 de la fusion des anciennes communes d’Éguzon et de Chantôme.
La commune est labellisée Village étape depuis 1998.

## Géographie

### Localisation
La commune est située dans le sud du département de l'Indre, à la limite du département de la Creuse. Elle est située dans la région naturelle du Boischaut Sud.
Les communes limitrophes sont : Cuzion (5 km), Baraize (6 km), Crozant (6 km), Bazaiges (7 km), Saint-Plantaire (7 km), Saint-Sébastien (7 km) et Parnac (11 km).
Les communes chefs-lieux et préfectorales sont : Argenton-sur-Creuse (17 km), La Châtre (35 km), Châteauroux (42 km), Le Blanc (45 km) et Issoudun (64 km).

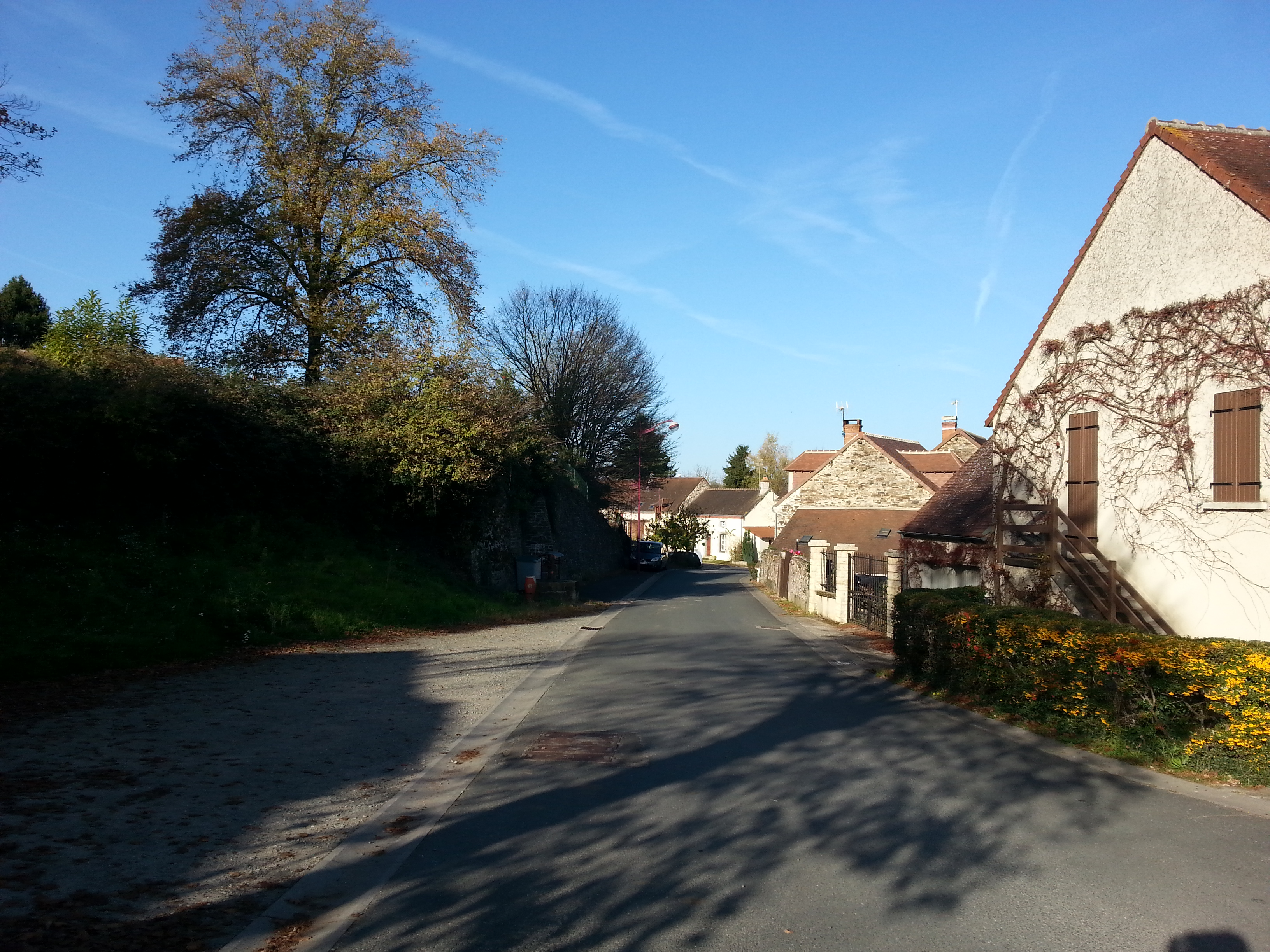
La route de la Chapelle au lieu-dit Chambon en 2015.

### Hameaux et lieux-dits
Les hameaux et lieux-dits de la commune sont : Argentières, Bousset, Chambon, Charchet, Chavenière, Éguzonnet, Fressignes, l'Âge Laurent, la Braudière, la Couture, la Croix de Chambon, la Ferrière, la Feyte, la Gare, la Gigrasset, la Grenouillère, la Lande, la Nouzillère, Lavaud, le Bougazeau, le Pré Calé, les Jarriges, Messant, Peugueffier et Séjallas.

### Géologie et relief
La commune est classée en zone de sismicité 2, correspondant à une sismicité faible.

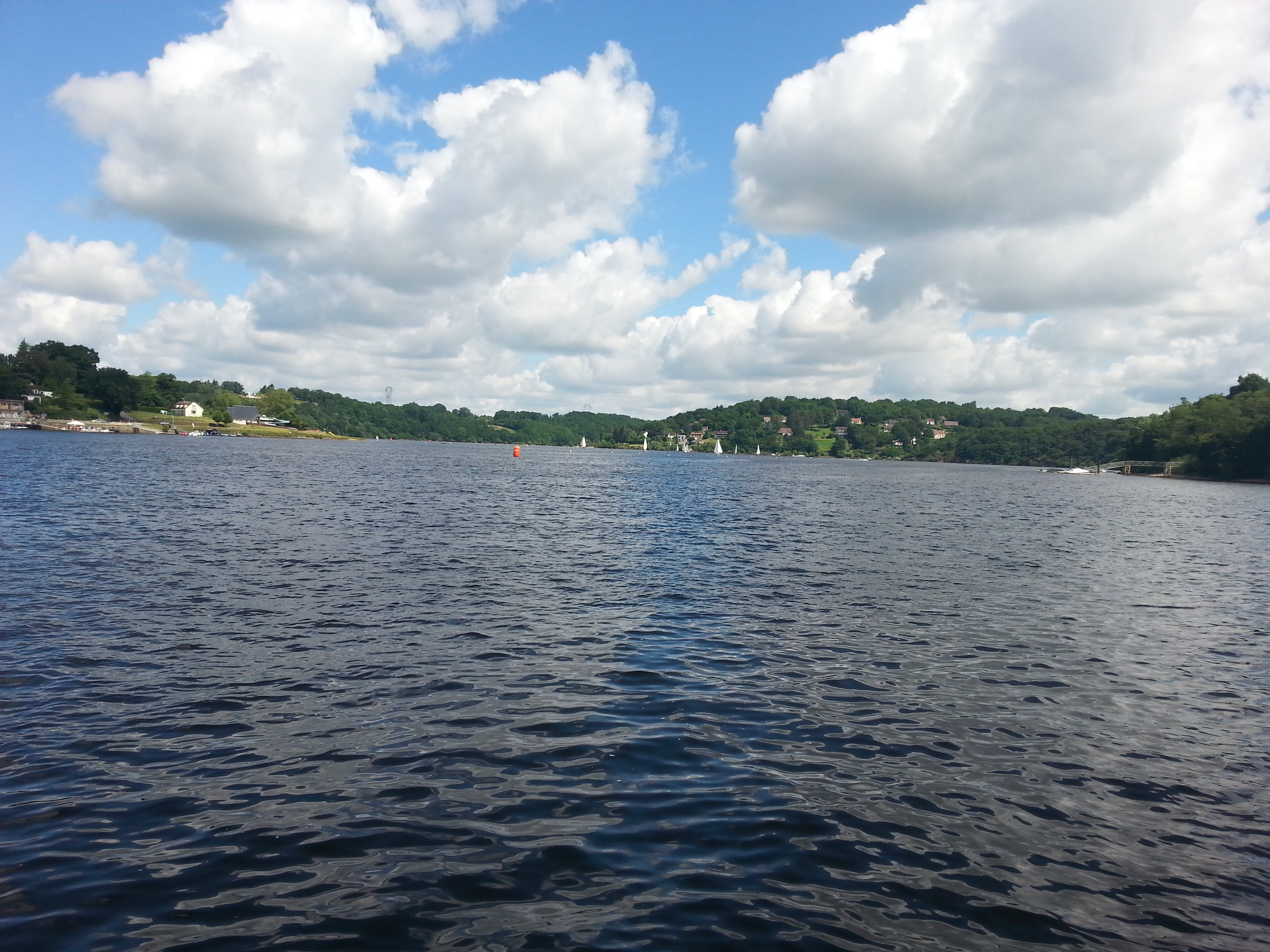
Le lac de Chambon en 2016.

### Hydrographie
Le territoire communal est arrosé par les rivières Creuse et Abloux. Sur le lit de la Creuse se trouve le lac de Chambon, qui est une retenue d'eau formée par le barrage hydroélectrique d'Éguzon.

### Climat
Pour des articles plus généraux, voir Climat du Centre-Val de Loire et Climat de l'Indre.
En 2010, le climat de la commune est de type climat océanique dégradé des plaines du Centre et du Nord, selon une étude du Centre national de la recherche scientifique s'appuyant sur une série de données couvrant la période 1971-2000. En 2020, Météo-France publie une typologie des climats de la France métropolitaine dans laquelle la commune est exposée à un climat océanique altéré et est dans la région climatique Ouest et nord-ouest du Massif Central, caractérisée par une pluviométrie annuelle de 900 à 1 500 mm, maximale en automne et en hiver.
Pour la période 1971-2000, la température annuelle moyenne est de 11,2 °C, avec une amplitude thermique annuelle de 15,1 °C. Le cumul annuel moyen de précipitations est de 869 mm, avec 12,2 jours de précipitations en janvier et 7,9 jours en juillet. Pour la période 1991-2020, la température moyenne annuelle observée sur la station météorologique installée sur la commune est de 12,1 °C et le cumul annuel moyen de précipitations est de 934,4 mm,. Pour l'avenir, les paramètres climatiques de la commune estimés pour 2050 selon différents scénarios d'émission de gaz à effet de serre sont consultables sur un site dédié publié par Météo-France en novembre 2022.
| Mois                                  | jan.             | fév.           | mars          | avril         | mai           | juin           | jui.          | août           | sep.          | oct.          | nov.           | déc.             | année      |
| ------------------------------------- | ---------------- | -------------- | ------------- | ------------- | ------------- | -------------- | ------------- | -------------- | ------------- | ------------- | -------------- | ---------------- | ---------- |
| Température minimale moyenne (°C)     | 1,7              | 1,4            | 3,3           | 5,4           | 8,9           | 12,2           | 13,8          | 13,7           | 10,3          | 8,4           | 4,6            | 2,3              | 7,2        |
| Température moyenne (°C)              | 4,9              | 5,3            | 8,2           | 10,8          | 14,5          | 18,1           | 20,1          | 20,1           | 16,3          | 12,9          | 8,2            | 5,5              | 12,1       |
| Température maximale moyenne (°C)     | 8                | 9,2            | 13,1          | 16,3          | 20,2          | 24             | 26,4          | 26,4           | 22,2          | 17,3          | 11,9           | 8,7              | 17         |
| Record de froid (°C) date du record   | −12,2 02.01.1997 | −17,1 06.02.12 | −13 01.03.05  | −5,1 04.04.22 | −0,6 06.05.19 | 4,1 15.06.1995 | 6,4 17.07.00  | 4,8 29.08.1998 | 1,5 25.09.02  | −6 30.10.1997 | −11 22.11.1993 | −11,6 30.12.1996 | −17,1 2012 |
| Record de chaleur (°C) date du record | 19,2 01.01.22    | 24,5 27.02.19  | 27 24.03.1996 | 30,6 30.04.05 | 32,6 28.05.17 | 39,1 18.06.22  | 40,2 23.07.19 | 41 06.08.03    | 38,1 04.09.23 | 33,1 08.10.23 | 25 08.11.15    | 19,8 17.12.15    | 41 2003    |
| Précipitations (mm)                   | 84,7             | 71,3           | 68,6          | 78,5          | 86,9          | 68,5           | 61,1          | 68,8           | 70,2          | 91,1          | 90,3           | 94,4             | 934,4      |

### Voies de communication et transports

#### Voies routières
Le territoire communal est desservi par les routes départementales : 36, 36B, 36D, 36H, 36G, 45, 45C, 45F, 72 et 913.
L'autoroute A20 passe à 9 km d'Éguzon au lieu-dit les Cinq Routes.

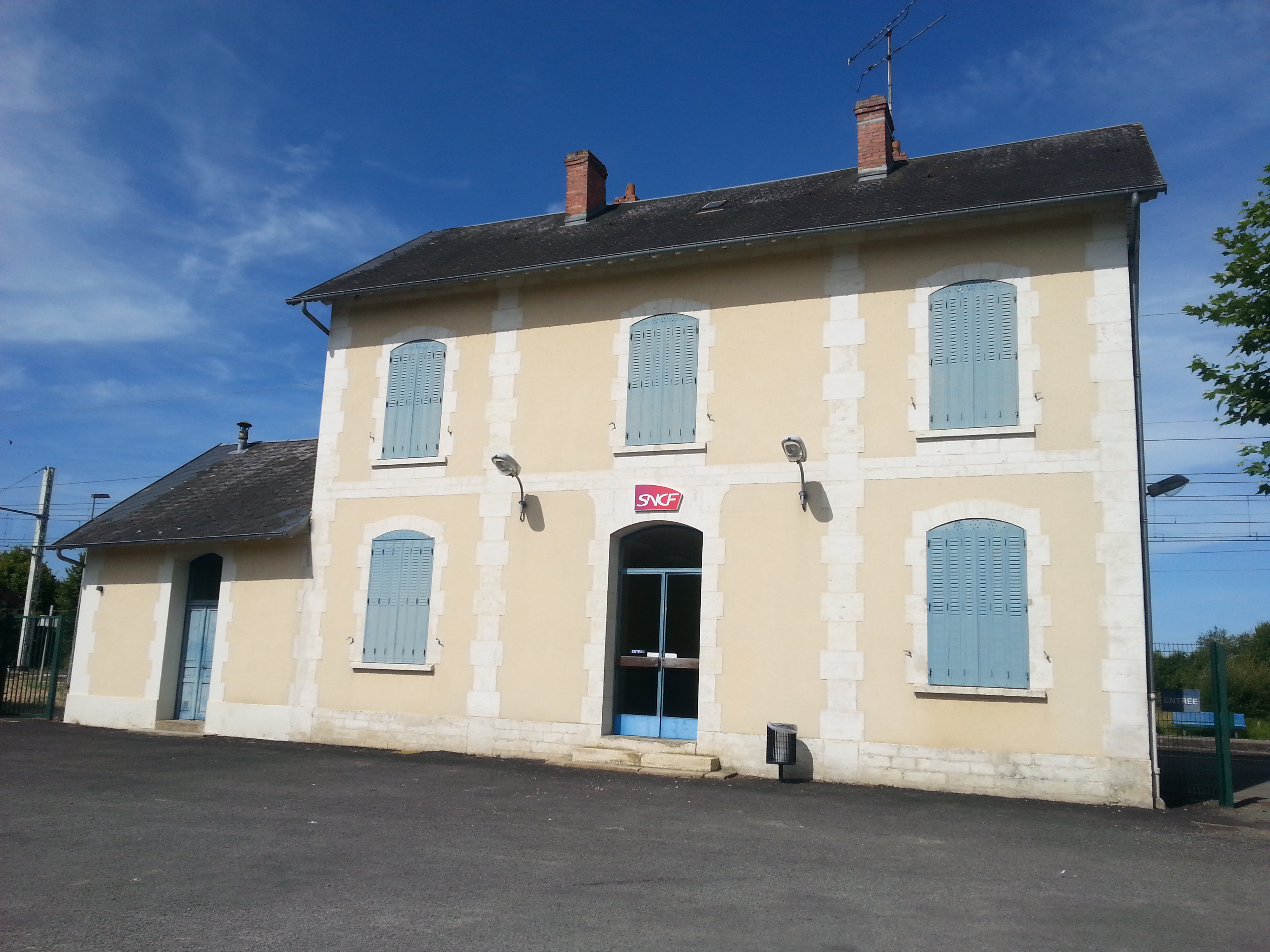
La gare en 2015.

#### Transports en commun
La gare d'Éguzon, située sur la ligne des Aubrais - Orléans à Montauban-Ville-Bourbon, dessert la commune.
Éguzon-Chantôme est desservie par la ligne K du Réseau de mobilité interurbaine et par la ligne 1.3 du réseau d'autocars TER Centre-Val de Loire.
L'aéroport le plus proche est l'aéroport de Châteauroux-Centre, à 60 km.
Le territoire communal est traversé par le sentier de grande randonnée 654 et par le sentier de grande randonnée de pays du Val de Creuse.

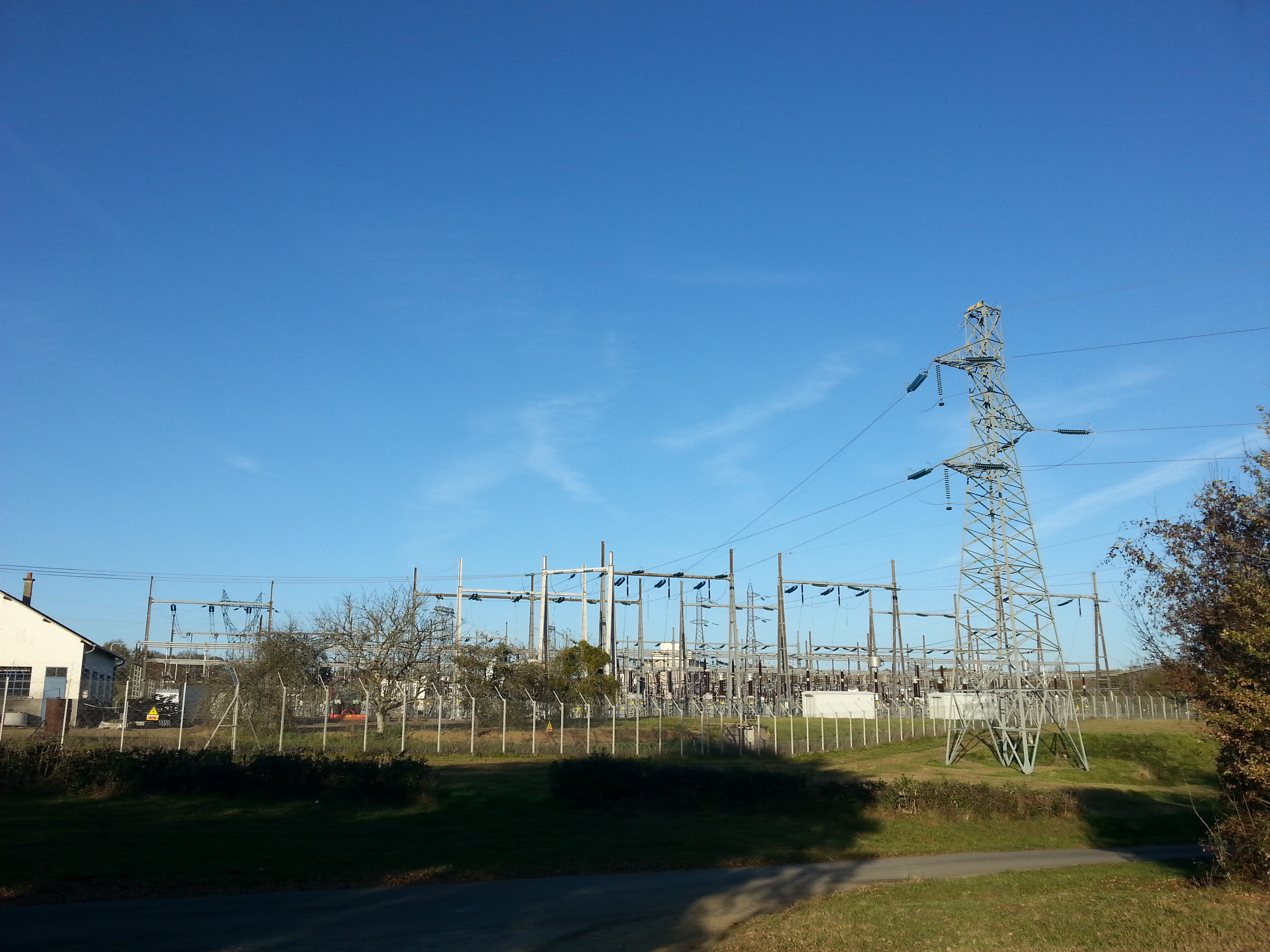
Le poste source en 2015.

### Réseau électrique
La commune possède un poste source sur son territoire qui est situé au lieu-dit le Champ de Roches, à proximité du barrage d'Éguzon.

## Toponymie
Ce nom composé traduit la fusion en 1974 des anciennes communes d'Éguzon et Chantôme.
Éguzon a longtemps été orthographié Aiguzon, jusque vers 1835; le nom viendrait du latin "aqua", eau, devenu aigue en vieux français. Mais l’orthographe officielle est Éguzon depuis au moins 1793. Ses habitants sont appelés les Éguzonnais.
Chantôme dérive d'un Canto-magus, désignant en gaulois un marché circulaire.
La commune est issue à la limite nord de l'aire de la langue occitane où elle parle le dialecte marchois, parler d'oc de transition avec la langue d'oïl (français) utilisée dans les communes voisines quelques kilomètres plus au nord. Elle se nomme dans cette langue Aguson e Chantòsma.

## Histoire

### Préhistoire, Antiquité
Le site préhistorique du Pont de Lavaud est l'un des trois plus anciens sites français, avec le Vallonet (Roquebrune-Cap-Martin, Alpes-Maritimes) et le Bois-de-Riquet (Lézignan-la-Cèbe, Hérault),.
Vestiges gallo-romains à Parchimbault ; sépulture gallo-romaine.

### Moyen-Âge
Les paroisses "d'Aiguzon" et de "Chantosme" dépendaient du diocèse de Limoges, parlement de Paris, intendance de Moulins, et élection de Guéret. Ce ne fut jamais un marquisat, comme l'ont prétendu à tort plusieurs auteurs, par confusion avec Chantôme dans l'Orléanais. Un prieuré augustin y existait au XVe siècle.
Le village relevait des comtes de la Marche, seigneurs de la province éponyme, et ceci jusqu'à la Révolution française. La seigneurie appartenait aux d'Estouteville, puis aux Rancé au XVe siècle.
L'église d'Argentières est citée en 1087.

### XXIesiècle
À la suite du redécoupage cantonal de 2014, la commune n'est plus chef-lieu de canton. Elle fut aussi rattachée du 1er janvier 2006 au 31 décembre 2016 à la communauté de communes du pays d'Éguzon - Val de Creuse.

## Politique et administration

### Rattachements administratifs et électoraux
La commune dépend de l'arrondissement de Châteauroux, du canton d'Argenton-sur-Creuse, de la deuxième circonscription de l'Indre et de la communauté de communes Éguzon - Argenton - Vallée de la Creuse.

### Liste des maires
| Période                                  | Période   | Identité             | Étiquette | Qualité |
| ---------------------------------------- | --------- | -------------------- | --------- | --- |
| mars 1983                                | mars 1989 | Marcel Maisongrande  |           | |
| mars 1989                                | 2020      | Jean-Claude Blin     | PS        | Député de l'Indre (2e circ.)(1988-1993) Conseiller général d'Éguzon-Chantôme (2011-2015) Conseiller départemental d'Argenton-sur-Creuse (2015) Président de la communauté de communes du pays d'Éguzon - Val de Creuse (2005-2014) Technicien agricole retraité |
| 2020                                     | En cours  | Jean-Paul Thibaudeau |           | |
| Les données manquantes sont à compléter. |           |                      |           | |

## Urbanisme

### Typologie
Au 1er janvier 2024, Éguzon-Chantôme est catégorisée commune rurale à habitat dispersé, selon la nouvelle grille communale de densité à sept niveaux définie par l'Insee en 2022.
Elle est située hors unité urbaine et hors attraction des villes,.

### Occupation des sols
L'occupation des sols de la commune, telle qu'elle ressort de la base de données européenne d’occupation biophysique des sols Corine Land Cover (CLC), est marquée par l'importance des territoires agricoles (65,9 % en 2018), en diminution par rapport à 1990 (67,1 %). La répartition détaillée en 2018 est la suivante :
prairies (29,9 %), zones agricoles hétérogènes (27,9 %), forêts (26,8 %), terres arables (8,1 %), zones urbanisées (5,2 %), eaux continentales (2,2 %). L'évolution de l’occupation des sols de la commune et de ses infrastructures peut être observée sur les différentes représentations cartographiques du territoire : la carte de Cassini (XVIIIe siècle), la carte d'état-major (1820-1866) et les cartes ou photos aériennes de l'IGN pour la période actuelle (1950 à aujourd'hui).

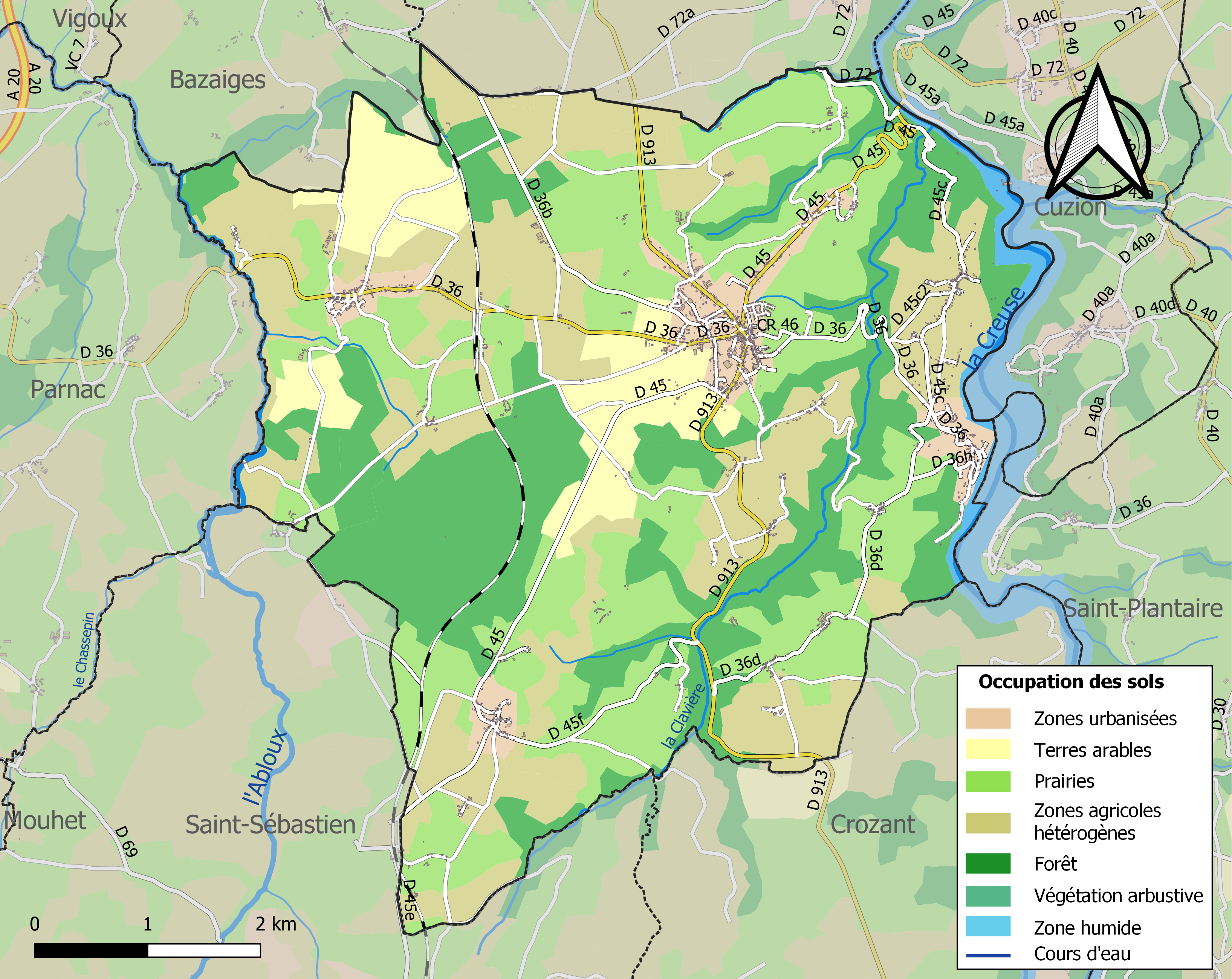
Carte des infrastructures et de l'occupation des sols de la commune en 2018 (CLC).

### Logement
Le tableau ci-dessous présente le détail du secteur des logements de la commune :
| Date du relevé                                              | 2013   | 2015   |
| Nombre total de logements                                   | 1 130  | 1 196  |
| Résidences principales                                      | 58,4 % | 54,5 % |
| Résidences secondaires                                      | 28 %   | 30,6 % |
| Logements vacants                                           | 13,6 % | 14,9 % |
| Part des ménages propriétaires de leur résidence principale | 72,4 % | 72,4 % |

### Risques majeurs
Le territoire de la commune d'Éguzon-Chantôme est vulnérable à différents aléas naturels : météorologiques (tempête, orage, neige, grand froid, canicule ou sécheresse) et séisme (sismicité faible). Il est également exposé à un risque technologique, la rupture d'un barrage, et à un risque particulier : le risque de radon. Un site publié par le BRGM permet d'évaluer simplement et rapidement les risques d'un bien localisé soit par son adresse soit par le numéro de sa parcelle.

#### Risques naturels

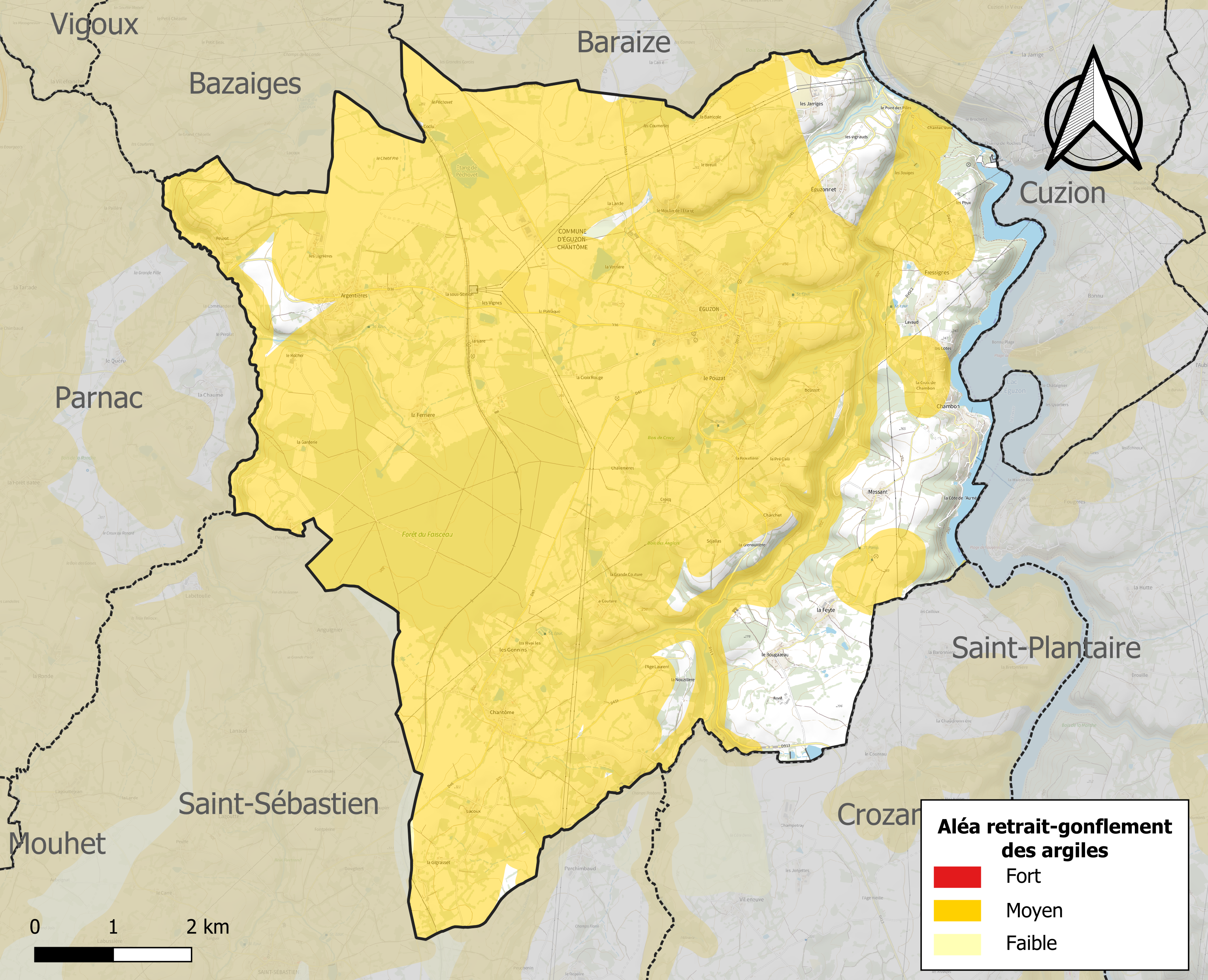
Carte des zones d'aléa retrait-gonflement des sols argileux d'Éguzon-Chantôme.

Le retrait-gonflement des sols argileux est susceptible d'engendrer des dommages importants aux bâtiments en cas d’alternance de périodes de sécheresse et de pluie. 82,6 % de la superficie communale est en aléa moyen ou fort (84,7 % au niveau départemental et 48,5 % au niveau national). Sur les 1 043 bâtiments dénombrés sur la commune en 2019, 852 sont en aléa moyen ou fort, soit 82 %, à comparer aux 86 % au niveau départemental et 54 % au niveau national. Une cartographie de l'exposition du territoire national au retrait gonflement des sols argileux est disponible sur le site du BRGM,.
Concernant les mouvements de terrains, la commune a été reconnue en état de catastrophe naturelle au titre des dommages causés par la sécheresse en 2018 et 2019 et par des mouvements de terrain en 1983 et 1999.

#### Risques technologiques
La commune est en outre située en aval du Barrage d'Éguzon, de classe A et faisant l'objet d'un PPI, mis en eau en 1926, d’une hauteur de 58 mètres et retenant un volume de 57,3 millions de mètres cubes. À ce titre elle est susceptible d’être touchée par l’onde de submersion consécutive à la rupture de cet ouvrage.

#### Risque particulier
Dans plusieurs parties du territoire national, le radon, accumulé dans certains logements ou autres locaux, peut constituer une source significative d’exposition de la population aux rayonnements ionisants. Toutes les communes du département sont concernées par le risque radon à un niveau plus ou moins élevé. Selon la classification de 2018, la commune d'Éguzon-Chantôme est classée en zone 3, à savoir zone à potentiel radon significatif.

## Population et société

### Démographie
Au XVIIIe siècle, le village d'Aiguzon comptait 120 feux et celui de Chantosme 21 feux (comptez environ 4/5 personnes par feu).
L'évolution du nombre d'habitants est connue à travers les recensements de la population effectués dans la commune depuis 1793. Pour les communes de moins de 10 000 habitants, une enquête de recensement portant sur toute la population est réalisée tous les cinq ans, les populations de référence des années intermédiaires étant quant à elles estimées par interpolation ou extrapolation. Pour la commune, le premier recensement exhaustif entrant dans le cadre du nouveau dispositif a été réalisé en 2005.

En 2022, la commune comptait 1 314 habitants, en évolution de −4,99 % par rapport à 2016 (Indre : −3 %, France hors Mayotte : +2,11 %).
| 1793  | 1800  | 1806  | 1821  | 1831  | 1836  | 1841  | 1846  | 1851  |
| ----- | ----- | ----- | ----- | ----- | ----- | ----- | ----- | ----- |
| 1 264 | 1 041 | 1 014 | 1 338 | 1 403 | 1 492 | 1 507 | 1 584 | 1 626 |

| 1856  | 1861  | 1866  | 1872  | 1876  | 1881  | 1886  | 1891  | 1896  |
| ----- | ----- | ----- | ----- | ----- | ----- | ----- | ----- | ----- |
| 1 662 | 1 594 | 1 492 | 1 581 | 1 618 | 1 674 | 1 656 | 1 659 | 1 712 |

| 1901  | 1906  | 1911  | 1921  | 1926  | 1931  | 1936  | 1946  | 1954  |
| ----- | ----- | ----- | ----- | ----- | ----- | ----- | ----- | ----- |
| 1 796 | 1 811 | 1 722 | 1 587 | 1 834 | 1 561 | 1 672 | 1 554 | 1 507 |

| 1962  | 1968  | 1975  | 1982  | 1990  | 1999  | 2005  | 2006  | 2010  |
| ----- | ----- | ----- | ----- | ----- | ----- | ----- | ----- | ----- |
| 1 407 | 1 482 | 1 520 | 1 459 | 1 384 | 1 373 | 1 409 | 1 409 | 1 337 |

| 2015  | 2020  | 2022  | - | - | - | - | - | - |
| ----- | ----- | ----- | - | - | - | - | - | - |
| 1 375 | 1 325 | 1 314 | - | - | - | - | - | - |

### Services publics
La commune dispose des services suivants :
- un bureau de poste[41] ;
- un office de tourisme[42] ;
- une gendarmerie[43] ;
- un centre de secours ;
- un centre d'entretien et d'exploitation des routes du conseil départemental de l'Indre[44].

### Enseignement
La commune dépend de la circonscription académique de La Châtre.

### Manifestations culturelles et festivités
- Fête de la Châtaigne[47] (31 octobre au 1er novembre chaque année)

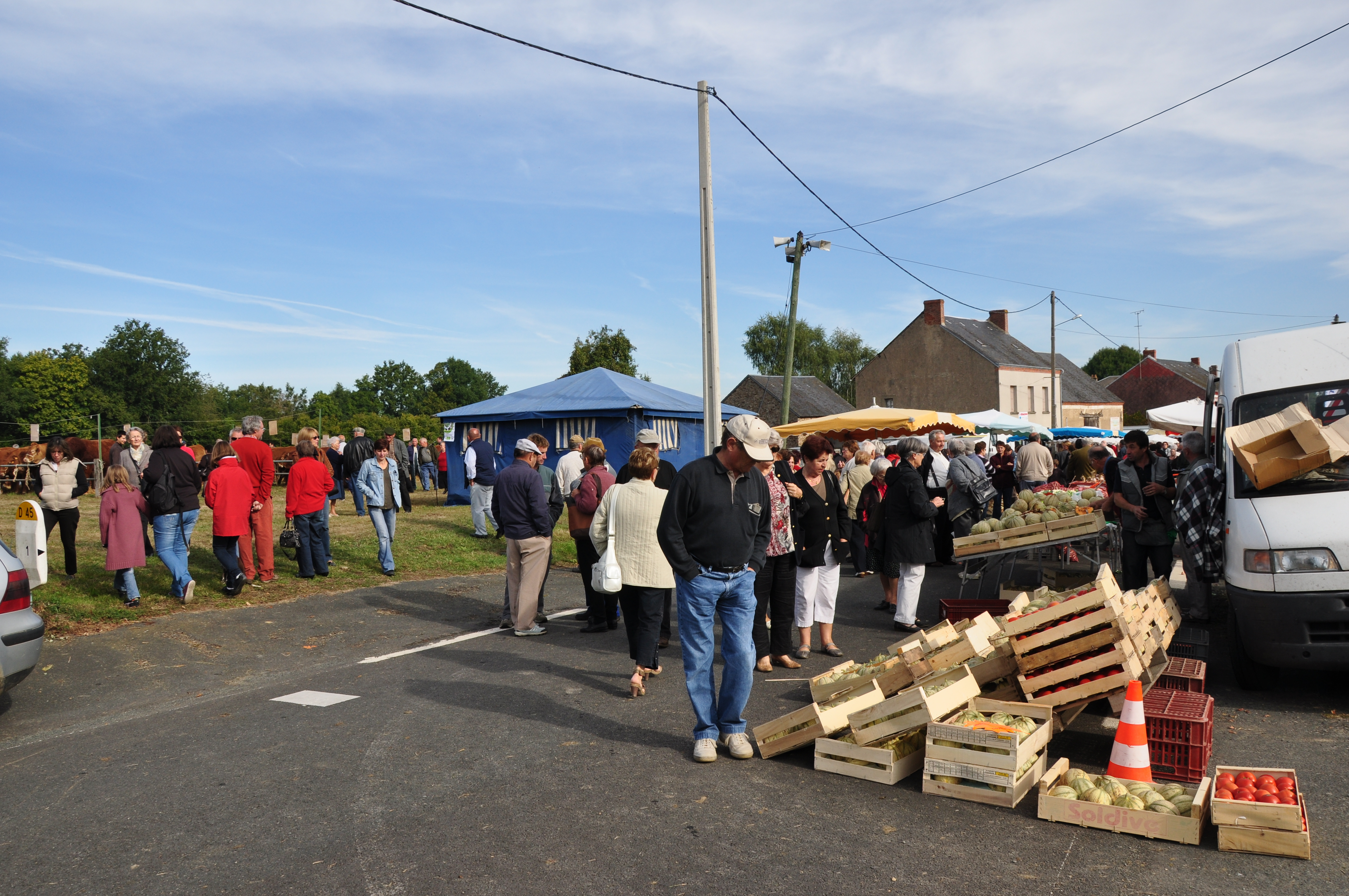
La foire de Chantôme en 2010.

- Fête du lac (le dimanche suivant le 14 juillet)
- Foire de Chantôme (tous les ans en septembre)
- Brocante du 14 juillet
- Brocante du 15 août
- Marché des producteurs locaux (tous les vendredis pendant les vacances d'été)

### Équipement culturel
- Musée de Jeannot la bricole (miniatures en bois)
- Musée de la vallée de la Creuse (qui se situe dans les écuries du château)

### Santé
- Foyer résidence pour personnes âgées indépendantes Les Floralies
- Maison de retraite et unité Alzheimer Le Hameau d'Éguzon
- Médecins généralistes
- Kinésithérapeute
- Podologue-pédicure
- Dentiste
- Cabinet d'infirmières libérales
- Taxi-ambulances
- Pharmacie
- Clinique vétérinaire
- Psychologue

### Sports
- Club de basket-ball
- Club de football amateur

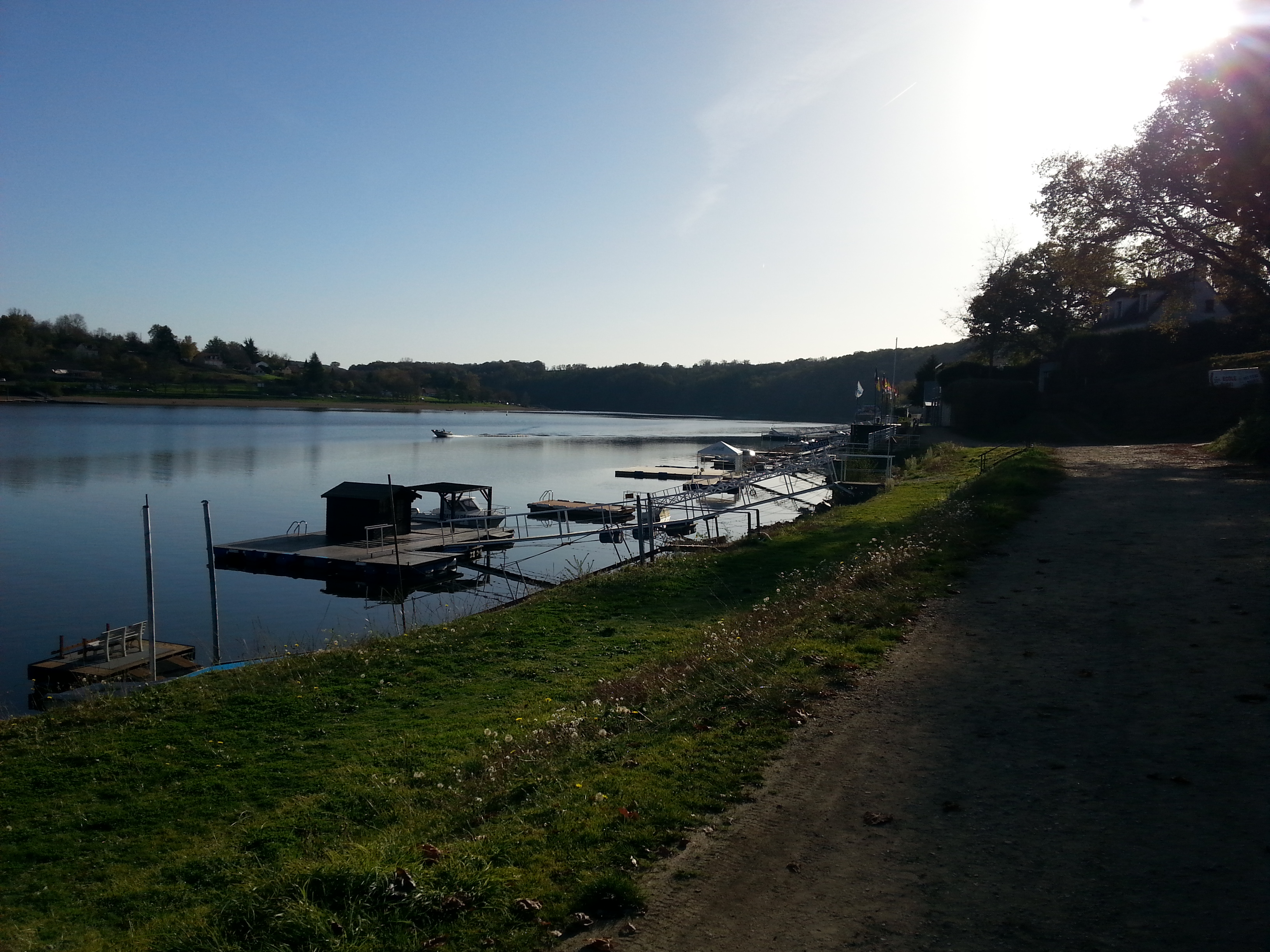
La base de plein air de Chambon en 2015.

- Base de plein air de Chambon (activités nautiques)
- École de ski nautique
- Plage de Chambon (site de baignade surveillé[48])

### Médias
La commune est couverte par les médias suivants : La Nouvelle République du Centre-Ouest, Le Berry républicain, L'Écho - La Marseillaise, La Bouinotte, Le Petit Berrichon, L'Écho du Berry, France 3 Centre-Val de Loire, Berry Issoudun Première, Vibration, Forum, France Bleu Berry et RCF en Berry.

### Cultes
Culte catholique
La commune d'Éguzon-Chantôme dépend de l'archidiocèse de Bourges, du doyenné du Val de Creuse et de la paroisse d'Éguzon-Orsennes. Les lieux de culte sont les églises Saint-Étienne et Saint-Antoine.

## Économie
La commune se situe dans la zone d’emploi de Châteauroux et dans le bassin de vie d’Argenton-sur-Creuse.
Tous les commerces et services de base (supermarché, supérette, pharmacie, fleuriste, assureurs, coiffeurs, esthéticienne, boulangeries, pizzeria, restaurants, bars, ambulances, vétérinaires, office notarial, magasin d’électroménager, etc.) sont présents.
La commune est labellisée Village étape depuis 1998.
Deux campings sont présents dans la commune :
- le camping municipal du Lac des Nugiras qui dispose de 160 emplacements[50]. ;
- le camping de La Garenne qui dispose de 78 emplacements[51].

## Culture locale et patrimoine

### Monuments et lieux touristiques
- Château d'Éguzon : il fut racheté en 1791 par Denis Robin de Scévole. Aujourd'hui il ne reste plus que le porche. La commune l'a racheté en 2000 et a installé les bureaux de la mairie à l'intérieur.
- Château de Clavière, situé au sud d'Éguzon-Chantôme, qui fut propriété de la famille de Chamborant (de 1363 à la Révolution française) et dont le dernier propriétaire le marquis André-Claude de Chamborant de la Clavière était colonel-mestre de camp du régiment de Chamborant-hussards[52].
- Église Saint-Étienne
- Église Saint-Antoine
- Monument aux morts : inauguré le 12 août 1923, c'est une œuvre d'inspiration pacifiste. Le sculpteur Ernest Nivet a traduit dans ce poilu monumental, la douleur du survivant découvrant à son retour du front la liste des 89 morts de la commune. La stèle porte au verso la formule du poète latin Horace Bella matribus detestata[53] (Les guerres en horreur aux mères).

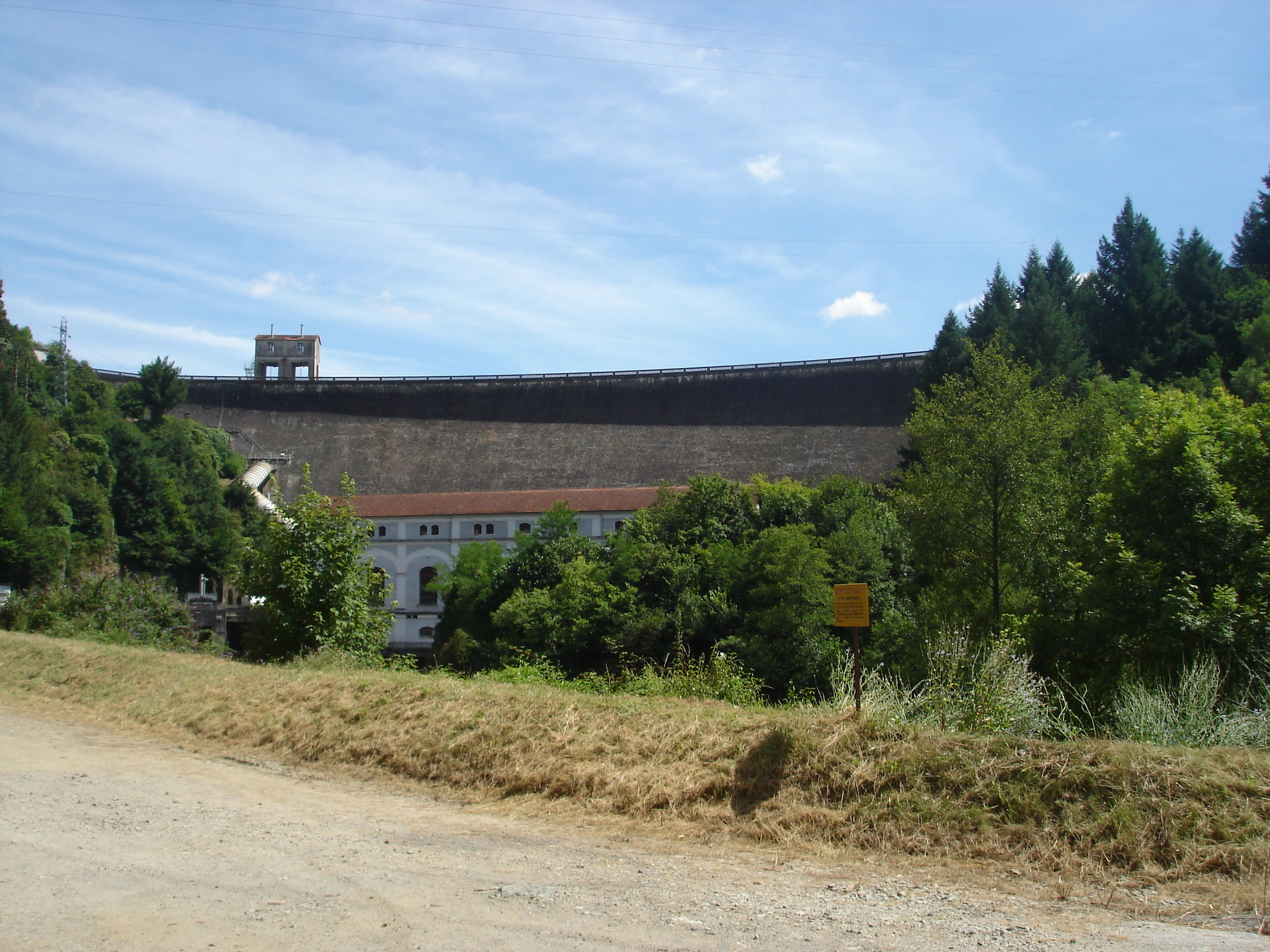
Le barrage hydroélectrique d'Éguzon en 2008.

- Barrage d'Éguzon : situé à cheval sur les communes de Cuzion et d’Éguzon-Chantôme, ce barrage était l'un des plus grands d’Europe lors de sa construction entre 1922 et 1926. Le barrage et la centrale hydro-électrique ont été mis en service en 1926. La vallée de la Creuse fut noyée sur 17 km dans sa partie la plus pittoresque. Le 17 juin 1926, Paris était alimenté en électricité à partir d'Éguzon ! C’est la première fois en France qu’une ville reçoit son électricité d’aussi loin, et en provenance d’une usine hydroélectrique.

### Labels et distinctions
Éguzon-Chantôme a obtenu au concours des villes et villages fleuris :
- une fleur en 2005[54], 2006[55], 2007[56] et 2008[57] ;
- deux fleurs en 2011[58], 2013 et 2014 ;
- trois fleurs 2015 et 2016[59].

### Personnalités liées à la commune
- Denis Robin de Scévole (1722-1809), homme politique et écrivain français, qui a acheté le château d'Éguzon.
- François Robin de Scévole (1767-1827), fils de Denis, homme politique français, député de l'Indre, propriétaire du château d'Éguzon.
- Paul Augustin Delacou (1782-1870), homme politique français, maire d'Éguzon de 1813 à 1840 et de 1848 à 1851.
- Ernest Mingasson (1830-1913), homme politique né à Éguzon, maire de Veaugues, député du Cher de 1877 à 1885.
- Athanase Bassinet (1850-1914), homme politique, maire du XVème arrondissement de Paris, sénateur de la Seine de 1899 à 1914.
- Henry Dauthy (1866-1966), homme politique français, député de l'Indre puis sénateur de l'Indre, né à Éguzon.
- Raymond Dauthy (1875-1947), frère d'Henry, homme politique français, député de l'Indre, né à Éguzon.
- Alexandre Schwatschko (1919-1944), « lieutenant Olive », agent du SOE (section F), mort au combat le 8 juin 1944 à l'hôtel de France[60].
- François Jacolin (1950-), évêque de Luçon, ancien curé d'Éguzon.

### Héraldique, logotype et devise
| Blason de Éguzon-Chantôme | Blason  | D'or au lion de sable, armé et lampassé de gueules. |
| Blason de Éguzon-Chantôme | Détails | Le statut officiel du blason reste à déterminer.    |

### Éguzon dans la littérature
Cité par George Sand dans le Péché de M. Antoine, c'est un village qu'elle trouve maussade et ses habitants désagréables : elle avait eu le malheur de tomber d'une mule devant quelques-uns des résidents d'Éguzon quelque temps auparavant et ceux-ci ayant osé se moquer d'elle, la future « bonne dame de Nohant » n'avait pas du tout apprécié la situation et avait donc fait un portrait au vitriol du village.
Maurice Leblanc fait aussi mention d'Éguzon dans l'un des romans de son héros Arsène Lupin, L'Aiguille creuse, de même que Marc Paillet, auteur de romans policiers historiques dans l’un des épisodes des aventures d'Erwin le Saxon, Le Spectre de la nouvelle lune.